# 札幌市立中の島小学校
札幌市立中の島小学校（さっぽろしりつ なかのしましょうがっこう）は、北海道札幌市豊平区中の島2条1丁目にある市立小学校。

## 沿革
- 1965年 - 札幌市立平岸小学校から分割し、札幌市立中の島小学校開校。
- 2010年 - にこにこ活動（学年交流活動）が開始される。それに伴い委員会ににこにこ委員会が加わった。
- 2011年 - 図書館と西校舎音楽室の床材をカーペットからフローリング風床材に改装。

## 概要
校木はナナカマドであり、校庭に植樹されている。また、校花はヒマワリである。
札幌市教育委員会の事業である「札幌市学校図書館地域開放事業」の指定校となっている。

## 著名な卒業生
- 林紀恵 - 歌手